# Cirandeira
Cirandeira é o 21º álbum da cantora brasileira Elba Ramalho, lançado em 2001.

## Músicas
1. Cirandeira (Lenine) - 5:14
2. Patativa (Vicente Celestino) - 3:05
3. Se Eu Tivesse Asa (Geraldo Azevedo, Geraldo Amaral) - 4:05
4. Alma Nua (Zeca Baleiro) - 3:54
5. Onde Anda Você (Chico Pessoa, Zé do Norte) - 4:03
6. Querendo Mais (Nando Cordel) - 3:17
7. Sem Ganzá Não é Coco (Chico César) - 3:16
8. Pra Virar Xodó (João Gonçalves, Fubá de Taperoá) - 2:17
9. Pra Se Aninhar (Targino Gondim) - 2:58
10. Entre o Céu e o Mar (Roger Henri, Dudu Falcão) - 3:44
11. Forró de Surubim (Antônio Barros) - 2:07
12. Lua Vadia (J. Michilles) - 3:41
13. O Amor é Lindo (Tony Gadelha, Afonso Gadelha, Glória Gadelha) - 3:29
14. Estrela Soberana (Elba Ramalho, Geraldo Azevedo) - 2:19

## Músicos participantes
- Acordeom: Marcos Farias e Toninho Ferragutti
- Baixo: Marcos Farias, Heber Calura (Jacaré), Swami Jr.
- Guitarra: Luiz Neto
- Bateria: Camilo Mariano e Marcos Farias
- Violão: Chico César
- Violão de nylon: Lenine, Geraldo Azevedo, Zeca Baleiro
- Steel-guitar: Rick Ferreira
- Percussão: Paulinho He-Man, Zelito Pitoco, Guilherme Untrup e Marcos Farias
- Zabumba: Coroné
- Triângulo e pandeiro: Luiz Cláudio
- Cello e flautas: Ocelo Mendonça
- Trombone: Alcimar Oliveira
- Saxofone e harmônica: Milton Guedes
- Sax soprano: Zé Canuto
- Viola, violão de aço e dobro: Tuco Marcondes
- Violinos: Bernardo Bessler (spalla), Michel Bessler, João Daltro, José Alves, Antonella Pareschi, Ricardo Amado, Paschoal Perrota, Walter Hack, Carlos Eduardo Hack, Carlos Eduardo Moreno, Paula Barbato e José Rogério
- Violas: Marie Christine Springuel Bessler, Jesuína Noronha Passaroto, José Ricardo Volker Taboada e Eduardo Roberto
- Cellos: Márcio Eynard Mallard, Jorge Kundert Ranevsky (Yura), Marcus Ribeiro e Hugo Pilger
- Programações: Julinho Teixeira
- Vocais: Dinaleia, Elizeu, Lidiane Castro

## Créditos
- Produzido por Elba Ramalho
- Direção artística: Jorge Davidson
- Gerência artística: Sérgio Bittencourt
- Direção musical: Marcos Farias
- Direção de produção: Gaetano Lops
- Assistente de produção: Danielle Ramalho
- Gravado no estúdio Rio Mix Estúdio, RJ entre Dezembro de 2000 e Janeiro de 2001, por Didier Fernan
- Mixado no estúdio Laemkasa, Brasília, Distrito Federal, por Marcos Farias
- Música "Entre o Céu e o Mar" gravada no estúdio Caverna (RJ) e mixada no AR Estúdios (RJ), por Rodrigo Vidal
- Assistente: Luizão Dantas
- Música "Sem Ganzá Não é Coco" gravada no estúdio Anonimato (SP), por Carlos Aru e André Rebelo
- Música "Cirandeira" mixada no estúdio Impressão Digital (RJ), por Lenine e Damian Falconier
- Violões e vocais gravados no estúdio Tamos Aí (SP), por Mário Manga
- Vocais gravados no estúdio Pro Audio (Fortaleza, CE), por André Motta
- Masterizado no Magic Master, RJ, por Mauro Bianchi
- Capa: André Lops e Gaetano Lops
- Fotos: Murilo Meirelles
- Detalhe do painel de Ion Muresano: acervo do Costa Brava Clube, RJ
- Maquiagem: Ton Hyll
- Figurino: Elba Ramalho e Daniela Oliveira
- Coordenação gráfica: Luís Felipe Couto e Emil Ferreira